# Claude-Michel Schönberg

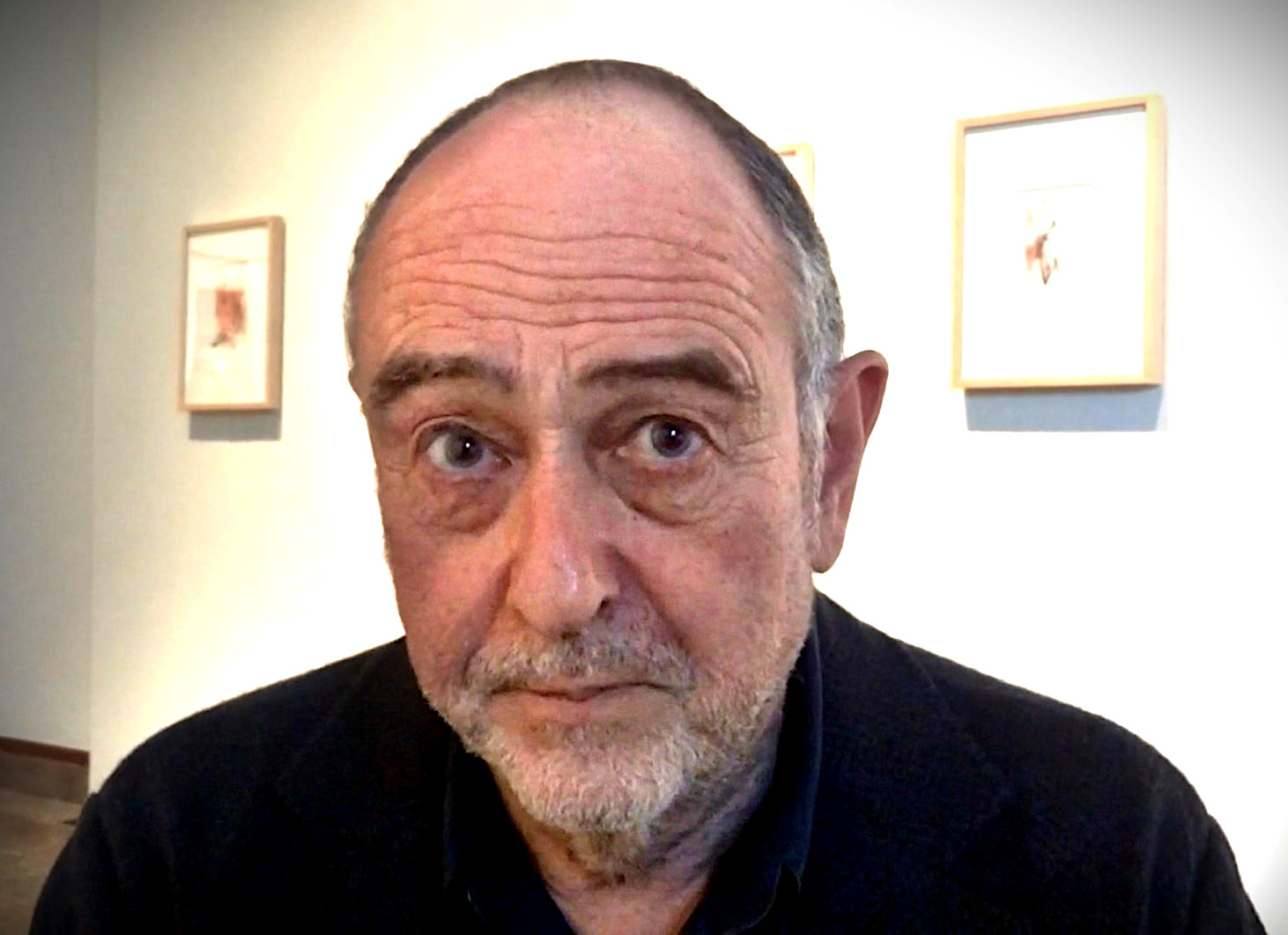
Claude-Michel Schönberg

Claude-Michel Schönberg (geboren am 6. Juli 1944 in Vannes) ist ein französischer Komponist, Sänger, Musikproduzent und Schauspieler.

## Leben
Schönberg wurde in der bretonischen Stadt Vannes als Sohn ungarisch-jüdischer Eltern geboren. Sein Vater war Orgelreparateur und seine Mutter Klavierstimmerin. Er ist mit dem Komponisten Arnold Schönberg verwandt.
Seine Karriere begann er als Sänger, Texter und Produzent von Chansons. 1974 hatte er mit der mehr als eine Million Mal verkauften Single Le premier Pas in Frankreich einen Nummer-eins-Hit. In seinem ersten Musical La Révolution Française (deutsch: Die französische Revolution), das er gemeinsam mit Alain Boublil, Raymond Jeannot und Jean-Max Rivière verfasste, spielte er selbst Ludwig XVI. 1978 begannen er und Alain Boublil mit der Arbeit an dem Musical Les Misérables, das 1980 in Paris uraufgeführt wurde. Nachdem der Produzent Cameron Mackintosh auf Les Misérables aufmerksam geworden war, wurde das Stück für ein internationales Publikum stark erweitert und 1985 in London in neuer Form uraufgeführt.
Schönberg und Boublil setzten ihren Erfolg 1989 mit dem Musical Miss Saigon fort. 1991 begannen die beiden mit der Arbeit an dem Musical Martin Guerre, dessen Premiere sich bis 1996 verzögerte. Das neueste Musical des Autorenteams Boublil/Schönberg trägt den Titel The Pirate Queen und wurde am 3. Oktober 2006 in Chicago uraufgeführt.
Für Julia Migenes-Johnson und das Monte Carlo Philharmonic Orchestra produzierte Schönberg Schallplatten. Im Jahr 2002 komponierte er mit Wuthering Heights (nach der Romanvorlage Sturmhöhe der englischen Schriftstellerin Emily Brontë) sein erstes Ballett.

### Privatleben
Schönberg war in erster Ehe mit der französischen Fernsehmoderatorin Béatrice Schönberg verheiratet. Am 21. November 2003 heiratete er die 29 Jahre jüngere englische Ballerina Charlotte Talbot, die er bei den Arbeiten zu Wuthering Heights kennengelernt hatte. Er ist Vater zweier Töchter und eines Sohnes und lebt in Paris.

## Musicals
- La Révolution Française (Paris 1973)
- Les Misérables (Paris 1980, London 1985, Tony Award/Bestes Musical 1987)
- Miss Saigon (London 1989)
- Martin Guerre (London 1996)
- The Pirate Queen (Chicago 2006, New York 2007)
- Marguerite (London 2008, nur Buch)

## Ballett
- Wuthering Heights (2003)
- Cleopatra (2011)

## Ehrungen
Am 10. Februar 2016 wurde Claude-Michel Schönberg zum Officier des Arts et Lettres ernannt.

## Weblink
- Informationen über Schönberg